# Clasificación para la Eurocopa de fútbol sala de 1999
La Ronda de Clasificación para el Campeonato Europeo de Fútbol Sala de la UEFA de 1999 tuvo lugar entre el 7 de noviembre y el 20 de diciembre de 1998. Los países anfitriones fueron Bélgica, Croacia, Holanda, Italia, Portugal, República Checa y Rusia.

## Equipos participantes
Fue la segunda edición de este campeonato europeo regulado de los equipos nacionales de fútbol sala.

25 equipos miembros de la UEFA se inscribieron para participar en el torneo. De ellos, 8 se clasificaron para participar en la Fase Final.

En la Ronda de Clasificación los 24 equipos se distribuyeron en 4 grupos de 3 equipos y 3 grupos de 4 equipos  y de ellos los vencedores de cada grupo  pasaron a jugar la Fase Final.

La selección de España como representante del país anfitrión quedó clasificada directamente para la Fase Final.

Los países participantes en la Ronda de Clasificación fueron:
| Andorra | Azerbaiyán | Bélgica | Bielorrusia | Bosnia-Herzegovina | Chipre |  |
| 1 Sergi Babot Abad 2 Oriol Anglora Pirot 3 Joan Foix Fernández 4 Libori Barrantes 5 Josep Joan Linares Pociello 6 Xavier Nunez Romero 7 Miguel Ángel Morales Ruíz 8 Neftalí Puyalto Coll 9 Xavier Sola Peralba 10 Miguel Blazquez Cerdeira 11 David Gil Medina 12 Eric Font 13 Xavier De La Rosa Fernandez 14 Daniel Buceta Ferrer Ent. Carles Riba Vinyes | 1 Rauf Guseynov 2 Ilgar Aslanov 3 Nasimi Nuriev 4 Ibrahim Gasanov 5 Nurradin Eyniev 6 Vugar Gambarov 7 Ilham Aliev 8 Baba Askerov 9 Allakhverdi Babaev 10 Makhir Eyniev 11 Oleg Zemtsov 12 Rauf Salamov 13 Agatair Azimov Ent. Hajibala Abdullayev | 1 Geert Buve 3 Dimitri Falcione 4 Karim Bachar 5 Brahim Karkaje 6 Rachid Lamkharrat 7 Rudy Plompen 8 Bart Michiels 9 Kurt Gessner 10 Tim Vergauwen 11 Herman Beyers 12 Philippe Marche 13 Ataby Aktepe 14 Erdal Murat Ent. Damien Knabben | 1 Pavel Shvaiba 2 Alexandre Danilenko 3 Iouri Cheleg 4 Dzmitry Khmialnitski 5 Gennadi Bliznyuk 6 Artyom Chelyadinski 7 Alexandr Masko 8 Aleksandr Savintsev 9 Vladimir Levus 10 Serguei Lagoutko 11 Alexei Sitnikov 12 Vladimir Roussy 14 Andrei Vasilenka 16 Dmitri Yanel Ent. Serguei Pyshnik | 1 Safet Hodzic 2 Anto Tomic 3 Amir Nukic 4 Mevludin Lukovac 5 Branimir Sesum 6 Samir Mekic 8 Edin Velagic 9 Amir Mandzukic 10 Elvis Mehadzic 11 Belmedin Milavica 12 Mevludin Huric 13 Nermin Hasic Ent. Muhamed Poricanin | 1 Nikolas Nikolaou 2 Michail Papaioannou 3 Emilios Tekkis 4 Evripides Efthimiou 5 Georgios Koniotis 6 Stelios Aristodenou 7 Christis Theophilou 8 Loizos Lefkaritis 9 Panagiotis Hadjantonis 10 s Chrysafi 11 Savvas Loitsas 12 Nicos Loizides 13 Odysseas Odysseos 15 Kyriakos Agapiou Ent. Sofoullis Stylianou |  |

| Croacia | Eslovaquia | Eslovenia | Finlandia | Francia | Georgia |  |
| 1 Mario Svigir 2 Marinko Mavrovic 3 Zdravko Mavrovic 4 Tomislav Gricar 5 Mico Martic 6 Dinko Huskic 7 Goran Eklic 8 Nikola Tomicic 9 Pjer Malvasija 10 Robertino Jelovcic 11 Alen Delpont 12 Zeljko Mijic 14 Jaksa Kolic 22 Ivica Lemo Ent. Boris Durlen | 1 Ladislav Szakál 2 Ján Ivan 3 Dusan Marcan 4 Jozef Strecok 5 Radovan Galat 6 Peter Andrejco 7 Milan Becka 9 Radoslav Kovalcik 10 Vladimir Nemeckaj 11 Daniel Farkas 12 Peter Kracik 13 Miroslav Ostrenka 14 Michal Badura Ent. Ivan Štulajter | 1 Vojko Majcen 2 Dusan Novak 3 Bostjan Gucek 4 Danilo Gucek 5 Andrej Dobovicnik 6 Zoran Tesko 7 Joze Gacnik 8 Dejan Kraut 9 Danilo Kurnik 10 Milivoje Simeunovic 11 Damjan Drole 12 Marko Berginc 13 Kristijan Stojko Ent. Dusan Razborsek | 1 Niko Simola 2 Marko Koivuranta 3 Niki Helenius 4 Ilja Venäläinen 5 Kimmo Tauriainen 6 Marko Mikael Sorvisto 7 Mikko Simula 8 Janne Laine 9 Harri Spets 10 Juha Petteri Karvinen 11 Jani Uotinen 12 Jani Kristian Tuomala 14 Tero Kemppainen Ent. Timo Liekoski | 1 Sylvain Morice 2 Rachid Azhari 3 Fernando Da Cruz 4 Olivier Debande 5 Frédéric Duponcheel 6 Joël Frechet 7 Koffigan Anny 8 David Konior 9 Stéphane Marie 10 Fabrice Riva 11 Abdelnasser Yahia 12 Amerouche Yahia 16 Jean-Pierre Sabani Ent. James Doyen | 1 Zaal Chitaladze 2 Nick Kbiladze 3 Jakob Dzhordzikashvili 4 Beso Zoidze 5 George Zambakidze 6 George Totlaze 7 Givi Sopoev 8 Revaz Devdariani 9 Andro Mizandari 10 Aleksandr Sarkisian 12 George Anasashvili 13 Levan Khabuliani 14 David Sologashvili Ent. Irakli Kavtaradze |  |

| Grecia | Holanda | Hungría | Israel | Italia | Letonia |  |
| 1 Thomas Kyritsis 2 Charalambos Koutsoupias 3 Ioannis Diamantouros 4 Iason Demoiros 5 Panagiotis Lioutas 6 Alkis Vandoros 7 Charalambos Matthaiakakis 8 Ioannis Kolokas 9 Ioannis Zikeroglou 10 Stavros Rafailidis 11 Nikolaos-Ermi Panagiotopoulos 14 Konstantinos Pappas Ent. Evangelos Palantzas | 1 Michel Wentzel 2 John Keur 3 Anton Biloro 4 Hendrik Leatemia 5 Pascal Langenhuijsen 6 Maarten Frankfort 7 Hjalmar Hoekema 8 Moestafa Talha 9 Edwin Grünholz 10 Glenn Zeelig 11 Marciano Boumann 12 Thomas Sier Ent. Nico Spreij | 1 Gábor Zay 2 Balázs Simon 4 Tamás Török 5 István Jávor 6 Péter Lasztóczi 7 Tamás Csomós 8 Szabolcs Tóth 9 László Berkes 10 Ferenc Kénoszt 11 Zsolt Nagy 12 György Haffner 13 Pál Baranyai 14 Miklós Tóth Ent. József Mucha | 1 Sharon Cohen 2 Yossi Darvisha 3 Ronen Oliel 4 Yaacov Gemili(?) 5 Shahar Caduri 6 Mani Levi 7 Dori Zeltser 8 Yosi Shalom 9 Baruch David 10 Haim Sirotkin 11 Avi Kalif 12 Yaacov Gemili(-?) 13 Avi Manu Ent. Pinchas Kainan | 1 Francesco Paolo Fradella 2 Filippo Feliziani 3 Daverson Franzoi 4 Ivano Roma 5 Salvatore Zaffiro 6 Massimo Riscino 7 Massimo Quattrini 8 Massimiliano Mannino 9 Aurelio Bussu 10 Andrea Rubei 11 Gabriele Caleca 12 Massimo Rinaldi 13 Tadeu Veronesi 14 Paolo Minicucci Ent. Alessandro Nuccorini | 1 Jurijs Trofimovs 2 Aleksandrs Glazovs 4 Jurijs Morozovs 5 Ilja Novikov 6 Igor Bakunins 7 Olegs Lvovs 8 Viktors Lazarenko 9 Aleksandrs Slepovs 10 Arturs Sketovs 11 Aleksandrs Dibrivnijs 13 Viktors Terentjevs 20 Viktors Spole Ent. Sergejs Jablokovs |  |

| Polonia | Portugal | República Checa | Rusia | Ucrania | Yugoslavia |  |
| 1 Lukasz Skorupski 2 Krzysztof Kuchciak 3 Krzysztof Wisniowski 5 Andrzej Szlapa 6 Robert Zamiar 7 Grzegorz Brylka 8 Radoslaw Gradowski 9 Robert Dabrowski 10 Wojciech Kluska 11 Krzysztof Filipczak 12 Leslaw Smagowicz 13 Grzegorz Pniewski 14 Tomasz Ciastko Ent. Roman Sowinski | 1 Carlos Alberto Franca Vieira 2 Mário Alexandre Pinto Oliveira 3 Paulo Martins Marques 4 Vitor Manuel Da Silva Marques 5 Ivo Manuel Farinha Cristováo 6 Luis Miguel Fraga Magalhães Mota 7 André Lima 8 Majó 9 Paulo Jorge Ferreira Mota 10 Gilbert José Marques Oliveira Junior 11 Vitor Leonel Simões Fernandes Bernardo 12 Paulo Carlos Marcos 13 Zézito 14 António Jorge Dos Santos Teixeira Ent. Orlando Francisco Alves Duarte | 1 Pavel Silhan 2 Michal Bucek 4 Martin Speierl 5 Tomáš Šluka 6 Martín Dlouhý 7 Vlastimil Bartosek 8 Jan Horacek 9 Marcel Rodek 10 Tomás Neumann 11 Zbynek Mares 12 Petr Krayzel 13 Patrik Mickal Ent. Michal Stríž | 1 Pavel Shvaiba 2 Alexandre Danilenko 3 Iouri Cheleg 4 Dzmitry Khmialnitski 5 Gennadi Bliznyuk 6 Artyom Chelyadinski 7 Alexandr Masko 8 Aleksandr Savintsev 9 Vladimir Levus 10 Serguei Lagoutko 11 Alexei Sitnikov 12 Vladimir Roussy 14 Andrei Vasilenka 16 Dmitri Yanel Ent. Serguei Pyshnik | 1 Vasyl Sukhomlinov 2 Yuriy Usakovskyy 3 Mykola Kostenko 4 Serhiy Koridze 5 Taras Vonyarkha 6 Serhiy Usakovskyy 7 Georgiy Melnikov 8 Olexandr Kosenko 9 Ramis Mansurov 10 Igor Moskvychov 11 Oleg Bezuglyy 12 Maxym Kondratyuk Ent. Gennadiy Lysenchuk | 1 Ratko Matijasevic 2 Zeljko Dragoljevic 3 Zoran Novakovic 4 Dejan Puric 5 Dragan Djokic 6 Darko Mugosa 7 Nikola Vignjevic 8 Velimir Andrejic 9 Zoran Przulj 10 Miodrag Petrika 11 Andrija Vujovic 12 Ljubisa Randjelovic 13 Vojkan Vukmirovic 14 Safet Kalezic Ent. Lajos Kokai |  |

## Organización

### Sedes
El torneo se disputó en las ciudades de:
| Grupo | País            | Ciudad              | Pabellón                       | Capacidad |
| 1     | Rusia           | Moscú               | Luzhniki Sports Hall           |           |
| 2     | Bélgica         | Lieja               | Salle Omnisports de Beyne-Heus |           |
| 3     | Holanda         | Leek (Groninga)     | Sportcentrum                   |           |
| 4     | República Checa | Brno Mlada Boleslav | Královo Pole Autoškoda         |           |
| 5     | Croacia         | Dubrovnik           | Sports Hall                    |           |
| 6     | Italia          | Reggio Calabria     | Palasport di Largo Pentimele   |           |
| 7     | Portugal        | Figueira da Foz     | Pavilhão Figueirense           |           |

## Resultados
(Entre el 7 de noviembre y el 20 de diciembre de 1998)

### Grupo 1
| Equipo    | Pts | PJ | PG | PE | PP | GF | GC | Dif |
| --------- | --- | -- | -- | -- | -- | -- | -- | --- |
| Rusia     | 6   | 2  | 2  | 0  | 0  | 31 | 0  | 31  |
| Eslovenia | 3   | 2  | 1  | 0  | 1  | 9  | 9  | 0   |
| Grecia    | 0   | 2  | 0  | 0  | 2  | 2  | 33 | -31 |

#### Resultados
| Jornada 1; Viernes, 18 de diciembre de 1998 16:15 UTC+1 | Rusia | 24-0    | Grecia                                             | Luzhniki Sports Hall, Moscú (Rusia)                                                                                    | |
|                                                         | Konstantin Eremenko 01'01, 11'06, 26'12, 33'21 · Temur Alekberov 02'02, 06'05, 21'10, 26'13, 38'23 · Vadim Iachine 04'03, 13'07, 13'08 · Serguei Panko 04'04, 29'15, 31'18 · Dmitri Gorine 19'09 · Sergei Malyshev 25'11, 36'22 · Arkadiy Belyy 27'14, 30'16, 31'17, 33'20 · Vladimir Grigoriev 32'19 · Alexei Kisselev 39'24 | Reporte | 19'00' Konstantinos Pappas · 24'00' Alkis Vandoros | Árbitro(s): Primer árbitro: Jyrki Filppu (FIN) Segundo árbitro: Tercer árbitro: Mesa: Delegado UEFA: Petr Fousek (CZE) | Árbitro(s): Primer árbitro: Jyrki Filppu (FIN) Segundo árbitro: Tercer árbitro: Mesa: Delegado UEFA: Petr Fousek (CZE) |

| Jornada 2; Sábado, 19 de diciembre de 1998 14:00 UTC+1 | Eslovenia | 9-2     | Grecia                                               | Luzhniki Sports Hall, Moscú (Rusia) | |
|                                                        | Dejan Kraut 02'01 · Dusan Novak 03'02, 19'05, 23'08 · Danilo Kurnik 07'03 · Danilo Gucek 16'04, 36'11 · Joze Gacnik 33'10 · Kristijan Stojko 31'09 · Joze Gacnik 20'00' | Reporte | 20'06 Iason Demoiros · 20'07 Charalambos Koutsoupias | Árbitro(s): Primer árbitro: Oleg Ivanov (UKR) Segundo árbitro: Jevgenijs Voitkovs (LVA) Tercer árbitro: Mesa: Delegado UEFA: Petr Fousek (CZE) | Árbitro(s): Primer árbitro: Oleg Ivanov (UKR) Segundo árbitro: Jevgenijs Voitkovs (LVA) Tercer árbitro: Mesa: Delegado UEFA: Petr Fousek (CZE) |

| Jornada 3; Domingo, 20 de diciembre de 1998 14:00 UTC+1 | Eslovenia                                                                                       | 0-7     | Rusia | Luzhniki Sports Hall, Moscú (Rusia)                                                                                          | |
|                                                         | Andrej Dobovicnik 14'00' · Dusan Novak 18'00' · Zoran Tesko 18'00' · Milivoje Simeunovic 23'00' | Reporte | 16'04 Alexei Kisselev · 10'01, 14'03, 18'05, 26'06, 36'07 Konstantin Eremenko · 11'02 Temur Alekberov · 08'00' Alexei Kisselev | Árbitro(s): Primer árbitro: Jevgenijs Voitkovs (LVA) Segundo árbitro: Tercer árbitro: Mesa: Delegado UEFA: Petr Fousek (CZE) | Árbitro(s): Primer árbitro: Jevgenijs Voitkovs (LVA) Segundo árbitro: Tercer árbitro: Mesa: Delegado UEFA: Petr Fousek (CZE) |

### Grupo 2
| Equipo     | Pts | PJ | PG | PE | PP | GF | GC | Dif |
| ---------- | --- | -- | -- | -- | -- | -- | -- | --- |
| Bélgica    | 4   | 2  | 1  | 1  | 0  | 7  | 6  | 1   |
| Azerbaiyán | 2   | 2  | 0  | 2  | 0  | 4  | 4  | 0   |
| Letonia    | 1   | 2  | 0  | 1  | 1  | 2  | 3  | -1  |

#### Resultados
| Jornada 1; Lunes, 7 de diciembre de 1998 20:00 UTC+1 | Letonia                      | 0-0     | Azerbaiyán             | Salle Omnisports de Beyne-Heus, Lieja (Bélgica)                                                                              | |
|                                                      | Aleksandrs Dibrivnijs 07'00' | Reporte | 38'00' Nurradin Eyniev | Árbitro(s): Primer árbitro: Zbigniew Kosmala (POL) Segundo árbitro: Tercer árbitro: Mesa: Delegado UEFA: Semen Andreev (RUS) | Árbitro(s): Primer árbitro: Zbigniew Kosmala (POL) Segundo árbitro: Tercer árbitro: Mesa: Delegado UEFA: Semen Andreev (RUS) |

| Jornada 2; Martes, 8 de diciembre de 1998 20:00 UTC+1 | Bélgica                                                               | 3-2     | Letonia | Salle Omnisports de Beyne-Heus, Lieja (Bélgica)                                                                             | |
|                                                       | Kurt Gessner 19'03 · Tim Vergauwen 22'04, 28'05 · Kurt Gessner 02'00' | Reporte | 15'01, 17'02 Aleksandrs Dibrivnijs · 16'00' Aleksandrs Dibrivnijs · 23'00' Ilja Novikov · 39'00' Arturs Sketovs | Árbitro(s): Primer árbitro: Michael Argyrou (CYP) Segundo árbitro: Tercer árbitro: Mesa: Delegado UEFA: Semen Andreev (RUS) | Árbitro(s): Primer árbitro: Michael Argyrou (CYP) Segundo árbitro: Tercer árbitro: Mesa: Delegado UEFA: Semen Andreev (RUS) |

| Jornada 3; Miércoles, 9 de diciembre de 1998 19:00 UTC+1 | Bélgica | 4-4     | Azerbaiyán | Salle Omnisports de Beyne-Heus, Lieja (Bélgica)                                                                        | |
|                                                          | Kurt Gessner 25'02 · Bart Michiels 28'03 · Rudy Plompen 36'06, 39'08 · Herman Beyers 23'00' · Tim Vergauwen 24'00' · Kurt Gessner 35'00' | Reporte | 19'01, 35'04, 39'07 Agatair Azimov · 36'05 Ilgar Aslanov · 25'00' Rauf Guseynov · 26'00' Ilham Aliev · 37'00' , 37'00' Ilgar Aslanov | Árbitro(s): Primer árbitro: Vice Pavic (CRO) Segundo árbitro: Tercer árbitro: Mesa: Delegado UEFA: Semen Andreev (RUS) | Árbitro(s): Primer árbitro: Vice Pavic (CRO) Segundo árbitro: Tercer árbitro: Mesa: Delegado UEFA: Semen Andreev (RUS) |

### Grupo 3
| Equipo    | Pts | PJ | PG | PE | PP | GF | GC | Dif |
| --------- | --- | -- | -- | -- | -- | -- | -- | --- |
| Holanda   | 6   | 2  | 2  | 0  | 0  | 17 | 1  | 16  |
| Finlandia | 3   | 2  | 1  | 0  | 1  | 3  | 13 | -10 |
| Chipre    | 0   | 2  | 0  | 0  | 2  | 3  | 9  | -6  |

#### Resultados
| Jornada 1; Lunes, 14 de diciembre de 1998 20:45 UTC+1 | Finlandia                                                                             | 3-2     | Chipre                                                       | Sportcentrum, Leek (Groningen) (Holanda)                                                                                                   | |
|                                                       | Jani Uotinen 12'02 · Mikko Simula 22'03 · Janne Laine 39'05 · Kimmo Tauriainen 32'00' | Reporte | 10'01, 31'04 Emilios Tekkis · 39'00' , 39'00' Nicos Loizides | Árbitro(s): Primer árbitro: Antonio Jose Fernandes Cardoso (POR) Segundo árbitro: Tercer árbitro: Mesa: Delegado UEFA: István Huszár (HUN) | Árbitro(s): Primer árbitro: Antonio Jose Fernandes Cardoso (POR) Segundo árbitro: Tercer árbitro: Mesa: Delegado UEFA: István Huszár (HUN) |

| Jornada 2; Martes, 15 de diciembre de 1998 20:45 UTC+1 | Holanda | 6-1     | Chipre                       | Sportcentrum, Leek (Groningen) (Holanda)                                                                                   | |
|                                                        | Anton Biloro 06'01 · Glenn Zeelig 07'02 · Moestafa Talha 11'03 · Edwin Grünholz 20'04, 31'05 · Pascal Langenhuijsen 38'07 | Reporte | 34'06 Panagiotis Hadjantonis | Árbitro(s): Primer árbitro: Jacky +legrain (FRA) Segundo árbitro: Tercer árbitro: Mesa: Delegado UEFA: István Huszár (HUN) | Árbitro(s): Primer árbitro: Jacky +legrain (FRA) Segundo árbitro: Tercer árbitro: Mesa: Delegado UEFA: István Huszár (HUN) |

| Jornada 3; Miércoles, 16 de diciembre de 1998 20:45 UTC+1 | Holanda | 11-0    | Finlandia | Sportcentrum, Leek (Groningen) (Holanda)                                                                                              | |
|                                                           | Edwin Grünholz 01'01, 08'04, 17'06, 24'08, 32'10 · Pascal Langenhuijsen 04'02, 31'09 · John Keur 07'03, 22'07 · Glenn Zeelig 12'05 · Hjalmar Hoekema 33'11 · Hendrik Leatemia 19'00' | Reporte |           | Árbitro(s): Primer árbitro: José Pedro Gomes Ferreira (POR) Segundo árbitro: Tercer árbitro: Mesa: Delegado UEFA: István Huszár (HUN) | Árbitro(s): Primer árbitro: José Pedro Gomes Ferreira (POR) Segundo árbitro: Tercer árbitro: Mesa: Delegado UEFA: István Huszár (HUN) |

### Grupo 4
| Equipo          | Pts | PJ | PG | PE | PP | GF | GC | Dif |
| --------------- | --- | -- | -- | -- | -- | -- | -- | --- |
| Yugoslavia      | 6   | 2  | 2  | 0  | 0  | 8  | 5  | 3   |
| República Checa | 3   | 2  | 1  | 0  | 1  | 7  | 7  | 0   |
| Hungría         | 0   | 2  | 0  | 0  | 2  | 5  | 8  | -3  |

#### Resultados
| Jornada 1; Domingo, 29 de noviembre de 1998 18:42 UTC+1 | República Checa                                                      | 4-3     | Hungría                                                     | Královo Pole, Brno (República Checa) | |
|                                                         | Martín Dlouhý 09'02 · Patrik Mickal 34'05, 36'06 · Jan Horacek 36'07 | Reporte | 03'01 Zsolt Nagy · 24'03 Ferenc Kénoszt · 33'04 Tamás Török | Árbitro(s): Primer árbitro: Massimo Cumbo (ITA) Segundo árbitro: Alexei Selikov (RUS) Tercer árbitro: Mesa: Delegado UEFA: Alberto M. Rodrigues Neves Silveira (POR) | Árbitro(s): Primer árbitro: Massimo Cumbo (ITA) Segundo árbitro: Alexei Selikov (RUS) Tercer árbitro: Mesa: Delegado UEFA: Alberto M. Rodrigues Neves Silveira (POR) |

| Jornada 2; Lunes, 30 de noviembre de 1998 17:00 UTC+1 | Yugoslavia                                                                                            | 4-2     | Hungría                                  | Autoškoda, Mlada Boleslav (República Checa) | |
|                                                       | Zeljko Dragoljevic 02'01 · Andrija Vujovic 15'02, 32'05 · Miodrag Petrika 19'04 · Zoran Przulj 28'00' | Reporte | 16'03 Ferenc Kénoszt · 32'06 Tamás Török | Árbitro(s): Primer árbitro: Massimo Cumbo (ITA) Segundo árbitro: Grigori Berezkin (RUS) Tercer árbitro: Mesa: Delegado UEFA: Alberto M. Rodrigues Neves Silveira (POR) | Árbitro(s): Primer árbitro: Massimo Cumbo (ITA) Segundo árbitro: Grigori Berezkin (RUS) Tercer árbitro: Mesa: Delegado UEFA: Alberto M. Rodrigues Neves Silveira (POR) |

| Jornada 3; Martes, 1 de diciembre de 1998 17:00 UTC+1 | República Checa                                                     | 3-4     | Yugoslavia | Autoškoda, Mlada Boleslav (República Checa) | |
|                                                       | Zbynek Mares 18'02 · Vlastimil Bartosek 32'04 · Martín Dlouhý 36'05 | Reporte | 01'01 Andrija Vujovic · 40'07 Nikola Vignjevic · 28'03, 36'06 Velimir Andrejic · 08'00' Andrija Vujovic · 14'00' Nikola Vignjevic | Árbitro(s): Primer árbitro: Alexei Selikov (RUS) Segundo árbitro: Grigori Berezkin (RUS) Tercer árbitro: Mesa: Delegado UEFA: Alberto M. Rodrigues Neves Silveira (POR) | Árbitro(s): Primer árbitro: Alexei Selikov (RUS) Segundo árbitro: Grigori Berezkin (RUS) Tercer árbitro: Mesa: Delegado UEFA: Alberto M. Rodrigues Neves Silveira (POR) |

### Grupo 5
| Equipo     | Pts | PJ | PG | PE | PP | GF | GC | Dif |
| ---------- | --- | -- | -- | -- | -- | -- | -- | --- |
| Croacia    | 7   | 3  | 2  | 1  | 0  | 22 | 9  | 13  |
| Polonia    | 5   | 3  | 1  | 2  | 0  | 23 | 15 | 8   |
| Andorra    | 4   | 3  | 1  | 1  | 1  | 10 | 9  | 1   |
| Eslovaquia | 0   | 3  | 0  | 0  | 3  | 10 | 32 | -22 |

#### Resultados
| Jornada 1; Miércoles, 18 de noviembre de 1998 17:30 UTC+1 | Polonia | 13-5    | Eslovaquia | Sports Hall, Dubrovnik (Croacia) | |
|                                                           | Radoslaw Gradowski 02'01, 30'11, 34'14, 34'15 · Robert Dabrowski 04'02, 33'13 · Krzysztof Filipczak 05'03, 06'04, 09'07, 38'16, 39'17, 40'18 · Robert Zamiar 21'09 · Krzysztof Kuchciak 33'00' | Reporte | 07'05 Milan Becka · 09'06 Jozef Strecok · 11'08 Radovan Galat · 22'10 Dusan Marcan · 31'12 Daniel Farkas · 10'00' Peter Andrejco · 29'00' Radovan Galat | Árbitro(s): Primer árbitro: Stefan Tivold (SVN) Segundo árbitro: Ercole Vescio (ITA) Tercer árbitro: Mesa: Delegado UEFA: Hans Bol (NED | Árbitro(s): Primer árbitro: Stefan Tivold (SVN) Segundo árbitro: Ercole Vescio (ITA) Tercer árbitro: Mesa: Delegado UEFA: Hans Bol (NED |

| Jornada 1; Miércoles, 18 de noviembre de 1998 20:00 UTC+1 | Croacia                                                        | 2-1     | Andorra                                                                                             | Sports Hall, Dubrovnik (Croacia) | |
|                                                           | Mico Martic 29'02 · Alen Delpont 30'03 · Pjer Malvasija 31'00' | Reporte | 14'01 Xavier De La Rosa Fernandez · 14'00' Xavier De La Rosa Fernandez · 35'00' Joan Foix Fernandez | Árbitro(s): Primer árbitro: Murad Mammadov (AZE) Segundo árbitro: Alexandr Remin (BLR) Tercer árbitro: Mesa: Delegado UEFA: Hans Bol (NED | Árbitro(s): Primer árbitro: Murad Mammadov (AZE) Segundo árbitro: Alexandr Remin (BLR) Tercer árbitro: Mesa: Delegado UEFA: Hans Bol (NED |

| Jornada 2; Jueves, 19 de noviembre de 1998 18:00 UTC+1 | Andorra | 6-4     | Eslovaquia | Sports Hall, Dubrovnik (Croacia) | |
|                                                        | Josep Joan Linares Pociello 16'02 · Miguel Blazquez Cerdeira 36'09 · Xavier De La Rosa Fernandez 23'05, 25'06 · Miguel Ángel Morales Ruíz 29'07 · Xavier Sola Peralba 38'10 · Miguel Blazquez Cerdeira 17'00' | Reporte | 13'01, 21'04 Jozef Strecok · 18'03 Ján Ivan · 35'08 Milan Becka · 33'00' Jozef Strecok · 15'00' Vladimir Nemeckaj · 39'00' , 39'00' Radovan Galat | Árbitro(s): Primer árbitro: Murad Mammadov (AZE) Segundo árbitro: Alexandr Remin (BLR) Tercer árbitro: Mesa: Delegado UEFA: Hans Bol (NED | Árbitro(s): Primer árbitro: Murad Mammadov (AZE) Segundo árbitro: Alexandr Remin (BLR) Tercer árbitro: Mesa: Delegado UEFA: Hans Bol (NED |

| Jornada 2; Jueves, 19 de noviembre de 1998 20:00 UTC+1 | Croacia | 7-7     | Polonia | Sports Hall, Dubrovnik (Croacia) | |
|                                                        | Pjer Malvasija 02'01 · Alen Delpont 08'03, 36'09 · Robertino Jelovcic 20'06, 37'10, 39'12 · Mico Martic 20'07 · Marinko Mavrovic 18'00' · Robertino Jelovcic 39'00' · Mico Martic 33'00' | Reporte | 03'02, 08'04 Radoslaw Gradowski · 10'05, 39'13, 40'14 Robert Dabrowski · 32'08 Andrzej Szlapa · 38'11 Wojciech Kluska · 10'00' Robert Dabrowski · 11'00' Krzysztof Kuchciak | Árbitro(s): Primer árbitro: Stefan Tivold (SVN) Segundo árbitro: Ercole Vescio (ITA) Tercer árbitro: Mesa: Delegado UEFA: Hans Bol (NED | Árbitro(s): Primer árbitro: Stefan Tivold (SVN) Segundo árbitro: Ercole Vescio (ITA) Tercer árbitro: Mesa: Delegado UEFA: Hans Bol (NED |

| Jornada 3; Sábado, 21 de noviembre de 1998 18:00 UTC+1 | Andorra                                                                                                   | 3-3     | Polonia | Sports Hall, Dubrovnik (Croacia) | |
|                                                        | Miguel Blazquez Cerdeira 02'01, 29'04 · Miguel Ángel Morales Ruíz 37'05 · Miguel Blazquez Cerdeira 02'00' | Reporte | 07'02 Robert Dabrowski · 18'03 Radoslaw Gradowski · 39'06 Krzysztof Filipczak · 15'00' Robert Dabrowski · 28'00' Tomasz Ciastko | Árbitro(s): Primer árbitro: Stefan Tivold (SVN) Segundo árbitro: Alexandr Remin (BLR) Tercer árbitro: Mesa: Delegado UEFA: Hans Bol (NED | Árbitro(s): Primer árbitro: Stefan Tivold (SVN) Segundo árbitro: Alexandr Remin (BLR) Tercer árbitro: Mesa: Delegado UEFA: Hans Bol (NED |

| Jornada 3; Sábado, 21 de noviembre de 1998 20:00 UTC+1 | Croacia | 13-1    | Eslovaquia          | Sports Hall, Dubrovnik (Croacia) | |
|                                                        | Pjer Malvasija 05'01, 13'06, 32'10 · Nikola Tomicic 08'02 · Dinko Huskic 09'03, 36'14 · Robertino Jelovcic 09'04 · Tomislav Gricar 10'05 · Mico Martic 22'07 · Alen Delpont 26'09 · Jaksa Kolic 33'11, 36'12 · Goran Eklic 36'13 | Reporte | 26'08 Jozef Strecok | Árbitro(s): Primer árbitro: Murad Mammadov (AZE) Segundo árbitro: Ercole Vescio (ITA) Tercer árbitro: Mesa: Delegado UEFA: Hans Bol (NED | Árbitro(s): Primer árbitro: Murad Mammadov (AZE) Segundo árbitro: Ercole Vescio (ITA) Tercer árbitro: Mesa: Delegado UEFA: Hans Bol (NED |

### Grupo 6
| Equipo      | Pts | PJ | PG | PE | PP | GF | GC | Dif |
| ----------- | --- | -- | -- | -- | -- | -- | -- | --- |
| Italia      | 9   | 3  | 3  | 0  | 0  | 18 | 4  | 14  |
| Georgia     | 6   | 3  | 2  | 0  | 1  | 15 | 13 | 2   |
| Bielorrusia | 3   | 3  | 1  | 0  | 2  | 12 | 14 | -2  |
| Francia     | 0   | 3  | 0  | 0  | 3  | 8  | 22 | -14 |

#### Resultados
| Jornada 1; Sábado, 7 de noviembre de 1998 15:30 UTC+1 | Bielorrusia                                    | 2-5     | Italia | Palasport di Largo Pentimele, Reggio Calabria (Italia) | |
|                                                       | Aleksandr Savintsev 18'04 · Iouri Cheleg 20'05 | Reporte | 01'01, 15'03 Gabriele Caleca · 01'02 Andrea Rubei · 21'06 Massimiliano Mannino · 29'07 Salvatore Zaffiro · 30'00' Massimiliano Mannino | Árbitro(s): Primer árbitro: Kada Eljilali (NED) Segundo árbitro: Martinus van den Bekerom (NED) Tercer árbitro: Mesa: Delegado UEFA: Pierre Schiepers (BEL) | Árbitro(s): Primer árbitro: Kada Eljilali (NED) Segundo árbitro: Martinus van den Bekerom (NED) Tercer árbitro: Mesa: Delegado UEFA: Pierre Schiepers (BEL) |

| Jornada 1; Sábado, 7 de noviembre de 1998 18:00 UTC+1 | Francia                                                                                                  | 4-8     | Georgia                                                                                                  | Palasport di Largo Pentimele, Reggio Calabria (Italia)                                                                                          | |
|                                                       | Koffigan Anny 05'02 · Frédéric Duponcheel 14'05, 15'06 · Amerouche Yahia 21'08 · Fernando Da Cruz 30'00' | Reporte | 04'01, 37'12 Beso Zoidze · 07'03, 20'07, 29'09, 35'11 Andro Mizandari · 09'04, 33'10 Aleksandr Sarkisian | Árbitro(s): Primer árbitro: Petr Petrik (CZE) Segundo árbitro: Antonin Herzog (CZE) Tercer árbitro: Mesa: Delegado UEFA: Pierre Schiepers (BEL) | Árbitro(s): Primer árbitro: Petr Petrik (CZE) Segundo árbitro: Antonin Herzog (CZE) Tercer árbitro: Mesa: Delegado UEFA: Pierre Schiepers (BEL) |

| Jornada 2; Domingo, 8 de noviembre de 1998 16:00 UTC+1 | Bielorrusia | 6-4     | Francia                                                                                     | Palasport di Largo Pentimele, Reggio Calabria (Italia) | |
|                                                        | Alexei Sitnikov 13'02 · Alexandre Danilenko 17'03 · Serguei Lagoutko 24'05 · Iouri Cheleg 26'06, 35'09 · Gennadi Bliznyuk 27'07 · Alexei Sitnikov 40'00' · Vladimir Levus 27'00' | Reporte | 09'01 Amerouche Yahia · 20'04 Rachid Azhari · 28'08 Abdelnasser Yahia · 36'10 Koffigan Anny | Árbitro(s): Primer árbitro: Petr Petrik (CZE) Segundo árbitro: Martinus van den Bekerom (NED) Tercer árbitro: Mesa: Delegado UEFA: Pierre Schiepers (BEL) | Árbitro(s): Primer árbitro: Petr Petrik (CZE) Segundo árbitro: Martinus van den Bekerom (NED) Tercer árbitro: Mesa: Delegado UEFA: Pierre Schiepers (BEL) |

| Jornada 2; Domingo, 8 de noviembre de 1998 18:00 UTC+1 | Italia | 5-2     | Georgia                                                           | Palasport di Largo Pentimele, Reggio Calabria (Italia) | |
|                                                        | Ivano Roma 04'01 · Tadeu Veronesi 09'02 · Daverson Franzoi 17'04 · Gabriele Caleca 26'05, 29'06 · Filippo Feliziani 07'00' · Salvatore Zaffiro 31'00' | Reporte | 09'03 David Sologashvili · 35'07 Givi Sopoev · 08'00' Beso Zoidze | Árbitro(s): Primer árbitro: Petr Petrik (CZE) Segundo árbitro: Kada Eljilali (NED) Tercer árbitro: Martinus van den Bekerom (NED) Mesa: Delegado UEFA: Pierre Schiepers (BEL) | Árbitro(s): Primer árbitro: Petr Petrik (CZE) Segundo árbitro: Kada Eljilali (NED) Tercer árbitro: Martinus van den Bekerom (NED) Mesa: Delegado UEFA: Pierre Schiepers (BEL) |

| Jornada 3; Martes, 10 de noviembre de 1998 18:00 UTC+1 | Bielorrusia                                                                               | 4-5     | Georgia                                                                                               | Palasport di Largo Pentimele, Reggio Calabria (Italia) | |
|                                                        | Alexandre Danilenko 09'03 · Aleksandr Savintsev 13'04 · Dzmitry Khmialnitski 17'06, 26'07 | Reporte | 03'01, 31'08 Andro Mizandari · 08'02 George Totlaze · 15'05, 34'09 Beso Zoidze · 29'00' Nick Kbiladze | Árbitro(s): Primer árbitro: Martinus van den Bekerom (NED) Segundo árbitro: Antonin Herzog (CZE) Tercer árbitro: Mesa: Delegado UEFA: Pierre Schiepers (BEL) | Árbitro(s): Primer árbitro: Martinus van den Bekerom (NED) Segundo árbitro: Antonin Herzog (CZE) Tercer árbitro: Mesa: Delegado UEFA: Pierre Schiepers (BEL) |

| Jornada 3; Martes, 10 de noviembre de 1998 20:00 UTC+1 | Italia | 8-0     | Francia                                                                | Palasport di Largo Pentimele, Reggio Calabria (Italia)                                                                                          | |
|                                                        | Aurelio Bussu 11'01, 27'05 · Daverson Franzoi 12'02, 38'08 · Salvatore Zaffiro 19'03 · Ivano Roma 24'04, 35'06 · Andrea Rubei 37'07 · Tadeu Veronesi 18'00' | Reporte | 19'00' Abdelnasser Yahia · 30'00' Joël Frechet · 33'00' Stéphane Marie | Árbitro(s): Primer árbitro: Petr Petrik (CZE) Segundo árbitro: Antonin Herzog (CZE) Tercer árbitro: Mesa: Delegado UEFA: Pierre Schiepers (BEL) | Árbitro(s): Primer árbitro: Petr Petrik (CZE) Segundo árbitro: Antonin Herzog (CZE) Tercer árbitro: Mesa: Delegado UEFA: Pierre Schiepers (BEL) |

### Grupo 7
| Equipo               | Pts | PJ | PG | PE | PP | GF | GC | Dif |
| -------------------- | --- | -- | -- | -- | -- | -- | -- | --- |
| Portugal             | 9   | 3  | 3  | 0  | 0  | 15 | 3  | 12  |
| Ucrania              | 6   | 3  | 2  | 0  | 1  | 11 | 3  | 8   |
| Bosnia y Herzegovina | 3   | 3  | 1  | 0  | 2  | 6  | 10 | -4  |
| Israel               | 0   | 3  | 0  | 0  | 3  | 3  | 19 | -16 |

#### Resultados
| Jornada 1; Sábado, 5 de diciembre de 1998 12:00 UTC+1 | Portugal                                                  | 2-1     | Ucrania                                          | Pavilhão Figueirense, Figueira da Foz (Portugal)                                                                                  | |
|                                                       | Zézito 17'01, 31'03 · Carlos Alberto Franca Vieira 30'00' | Reporte | 31'02 Yuriy Usakovskyy · 38'00' Georgiy Melnikov | Árbitro(s): Primer árbitro: Pedro Ángel Galán Nieto (ESP) Segundo árbitro: Tercer árbitro: Mesa: Delegado UEFA: Petr Fousek (CZE) | Árbitro(s): Primer árbitro: Pedro Ángel Galán Nieto (ESP) Segundo árbitro: Tercer árbitro: Mesa: Delegado UEFA: Petr Fousek (CZE) |

| Jornada 1; Sábado, 5 de diciembre de 1998 17:45 UTC+1 | Israel              | 1-5     | Bosnia-Herzegovina                                                              | Pavilhão Figueirense, Figueira da Foz (Portugal)                                                                          | |
|                                                       | Haim Sirotkin 19'03 | Reporte | 01'01 Mevludin Lukovac · 13'02, 33'05 Samir Mekic · 32'04, 36'06 Elvis Mehadzic | Árbitro(s): Primer árbitro: Vincent Melotte (BEL) Segundo árbitro: Tercer árbitro: Mesa: Delegado UEFA: Petr Fousek (CZE) | Árbitro(s): Primer árbitro: Vincent Melotte (BEL) Segundo árbitro: Tercer árbitro: Mesa: Delegado UEFA: Petr Fousek (CZE) |

| Jornada 2; Domingo, 6 de diciembre de 1998 12:00 UTC+1 | Portugal | 8-1     | Israel                                   | Pavilhão Figueirense, Figueira da Foz (Portugal)                                                                       | |
|                                                        | André Lima 02'01, 13'02, 15'03, 17'04, 23'06 · Vitor Leonel Simões Fernandes Bernardo 20'05, 30'07, 31'08 · Vitor Leonel Simões Fernandes Bernardo 25'00' | Reporte | 40'09 Yosi Shalom · 22'00' Haim Sirotkin | Árbitro(s): Primer árbitro: Attila Hajdo (HUN) Segundo árbitro: Tercer árbitro: Mesa: Delegado UEFA: Petr Fousek (CZE) | Árbitro(s): Primer árbitro: Attila Hajdo (HUN) Segundo árbitro: Tercer árbitro: Mesa: Delegado UEFA: Petr Fousek (CZE) |

| Jornada 2; Domingo, 6 de diciembre de 1998 17:30 UTC+1 | Ucrania                                                                                               | 4-0     | Bosnia-Herzegovina  | Pavilhão Figueirense, Figueira da Foz (Portugal)                                                                                        | |
|                                                        | Taras Vonyarkha 09'01, 35'04 · Georgiy Melnikov 13'02 · Serhiy Koridze 27'03 · Taras Vonyarkha 18'00' | Reporte | 23'00' Edin Velagic | Árbitro(s): Primer árbitro: Francisco J. Torres Hernández (ESP) Segundo árbitro: Tercer árbitro: Mesa: Delegado UEFA: Petr Fousek (CZE) | Árbitro(s): Primer árbitro: Francisco J. Torres Hernández (ESP) Segundo árbitro: Tercer árbitro: Mesa: Delegado UEFA: Petr Fousek (CZE) |

| Jornada 3; Martes, 8 de diciembre de 1998 15:00 UTC+1 | Portugal | 5-1     | Bosnia-Herzegovina                                                                       | Pavilhão Figueirense, Figueira da Foz (Portugal)                                                    | |
|                                                       | Ivo Manuel Farinha Cristováo 08'01 · António Jorge Dos Santos Teixeira 12'02, 15'03, 40'06 · Luis Miguel Fraga Magalhães Mota 31'04 | Reporte | 38'05 Edin Velagic · 08'00' Mevludin Lukovac · 12'00' Safet Hodzic · 22'00' Edin Velagic | Árbitro(s): Primer árbitro: Segundo árbitro: Tercer árbitro: Mesa: Delegado UEFA: Petr Fousek (CZE) | Árbitro(s): Primer árbitro: Segundo árbitro: Tercer árbitro: Mesa: Delegado UEFA: Petr Fousek (CZE) |

| Jornada 3; Martes, 8 de diciembre de 1998 17:30 UTC+1 | Ucrania | 6-1     | Israel                                 | Pavilhão Figueirense, Figueira da Foz (Portugal)                                                    | |
|                                                       | Serhiy Koridze 03'01, 37'07 · Olexandr Kosenko 08'02, 32'05, 33'06 · Serhiy Usakovskyy 32'04 · Serhiy Usakovskyy 31'00' | Reporte | 18'03 Mani Levi · 20'00' Haim Sirotkin | Árbitro(s): Primer árbitro: Segundo árbitro: Tercer árbitro: Mesa: Delegado UEFA: Petr Fousek (CZE) | Árbitro(s): Primer árbitro: Segundo árbitro: Tercer árbitro: Mesa: Delegado UEFA: Petr Fousek (CZE) |

## Estadísticas

### Resumen
| Pos | Equipo             | Pts | PJ | PG | PE | PP | GF | GC | Dif | Rend    | Expulsado | Amonestado |
| --- | ------------------ | --- | -- | -- | -- | -- | -- | -- | --- | ------- | --------- | ---------- |
| 1   | Italia             | 9   | 3  | 3  | 0  | 0  | 18 | 4  | 14  | 100,00% |           | 4          |
| 2   | Portugal           | 9   | 3  | 3  | 0  | 0  | 15 | 3  | 12  | 100,00% |           | 2          |
| 3   | Croacia            | 7   | 3  | 2  | 1  | 0  | 22 | 9  | 13  | 77,78%  |           | 4          |
| 4   | Rusia              | 6   | 2  | 2  | 0  | 0  | 31 | 0  | 31  | 100,00% |           | 1          |
| 5   | Holanda            | 6   | 2  | 2  | 0  | 0  | 17 | 1  | 16  | 100,00% |           | 1          |
| 6   | Ucrania            | 6   | 3  | 2  | 0  | 1  | 11 | 3  | 8   | 66,67%  |           | 3          |
| 7   | Yugoslavia         | 6   | 2  | 2  | 0  | 0  | 8  | 5  | 3   | 100,00% |           | 3          |
| 8   | Georgia            | 6   | 3  | 2  | 0  | 1  | 15 | 13 | 2   | 66,67%  |           | 2          |
| 9   | Polonia            | 5   | 3  | 1  | 2  | 0  | 23 | 15 | 8   | 55,56%  |           | 5          |
| 10  | Bélgica            | 4   | 2  | 1  | 1  | 0  | 7  | 6  | 1   | 66,67%  |           | 4          |
| 11  | Andorra            | 4   | 3  | 1  | 1  | 1  | 10 | 9  | 1   | 44,44%  |           | 4          |
| 12  | República Checa    | 3   | 2  | 1  | 0  | 1  | 7  | 7  | 0   | 50,00%  |           |            |
| 13  | Eslovenia          | 3   | 2  | 1  | 0  | 1  | 9  | 9  | 0   | 50,00%  |           | 5          |
| 14  | Bielorrusia        | 3   | 3  | 1  | 0  | 2  | 12 | 14 | -2  | 33,33%  | 1         | 1          |
| 15  | Bosnia-Herzegovina | 3   | 3  | 1  | 0  | 2  | 6  | 10 | -4  | 33,33%  |           | 4          |
| 16  | Finlandia          | 3   | 2  | 1  | 0  | 1  | 3  | 13 | -10 | 50,00%  |           | 1          |
| 17  | Azerbaiyán         | 2   | 2  | 0  | 2  | 0  | 4  | 4  | 0   | 33,33%  | 1         | 4          |
| 18  | Letonia            | 1   | 2  | 0  | 1  | 1  | 2  | 3  | -1  | 16,67%  |           | 4          |
| 19  | Hungría            | 0   | 2  | 0  | 0  | 2  | 5  | 8  | -3  | 0,00%   |           |            |
| 20  | Chipre             | 0   | 2  | 0  | 0  | 2  | 3  | 9  | -6  | 0,00%   | 1         | 1          |
| 21  | Francia            | 0   | 3  | 0  | 0  | 3  | 8  | 22 | -14 | 0,00%   |           | 4          |
| 22  | Israel             | 0   | 3  | 0  | 0  | 3  | 3  | 19 | -16 | 0,00%   |           | 2          |
| 23  | Eslovaquia         | 0   | 3  | 0  | 0  | 3  | 10 | 32 | -22 | 0,00%   | 1         | 5          |
| 24  | Grecia             | 0   | 2  | 0  | 0  | 2  | 2  | 33 | -31 | 0,00%   |           | 2          |

### Goleadores
| Jugador                                | Selección          | Total | Jugada | Penalti | Propia Puerta |
| -------------------------------------- | ------------------ | ----- | ------ | ------- | ------------- |
| Konstantin Eremenko                    | Rusia              | 9     | 9      |         |               |
| Edwin Grünholz                         | Holanda            | 7     | 7      |         |               |
| Radoslaw Gradowski                     | Polonia            | 7     | 7      |         |               |
| Krzysztof Filipczak                    | Polonia            | 7     | 7      |         |               |
| Andro Mizandari                        | Georgia            | 6     | 6      |         |               |
| Robert Dabrowski                       | Polonia            | 6     | 6      |         |               |
| Temur Alekberov                        | Rusia              | 6     | 6      |         |               |
| André Lima                             | Portugal           | 5     | 5      |         |               |
| Alen Delpont                           | Croacia            | 4     | 4      |         |               |
| Pjer Malvasija                         | Croacia            | 4     | 4      |         |               |
| Robertino Jelovcic                     | Croacia            | 4     | 4      |         |               |
| Jozef Strecok                          | Eslovaquia         | 4     | 4      |         |               |
| Beso Zoidze                            | Georgia            | 4     | 4      |         |               |
| Gabriele Caleca                        | Italia             | 4     | 4      |         |               |
| Arkadiy Belyy                          | Rusia              | 4     | 4      |         |               |
| Xavier De La Rosa Fernandez            | Andorra            | 3     | 3      |         |               |
| Miguel Blazquez Cerdeira               | Andorra            | 3     | 3      |         |               |
| Agatair Azimov                         | Azerbaiyán         | 3     | 3      |         |               |
| Iouri Cheleg                           | Bielorrusia        | 3     | 3      |         |               |
| Mico Martic                            | Croacia            | 3     | 3      |         |               |
| Dusan Novak                            | Eslovenia          | 3     | 3      |         |               |
| Pascal Langenhuijsen                   | Holanda            | 3     | 3      |         |               |
| Ivano Roma                             | Italia             | 3     | 3      |         |               |
| Daverson Franzoi                       | Italia             | 3     | 3      |         |               |
| Vitor Leonel Simões Fernandes Bernardo | Portugal           | 3     | 3      |         |               |
| António Jorge Dos Santos Teixeira      | Portugal           | 3     | 3      |         |               |
| Vadim Iachine                          | Rusia              | 3     | 3      |         |               |
| Serguei Panko                          | Rusia              | 3     | 3      |         |               |
| Serhiy Koridze                         | Ucrania            | 3     | 3      |         |               |
| Olexandr Kosenko                       | Ucrania            | 3     | 3      |         |               |
| Andrija Vujovic                        | Yugoslavia         | 3     | 3      |         |               |
| Miguel Ángel Morales Ruíz              | Andorra            | 2     | 2      |         |               |
| Kurt Gessner                           | Bélgica            | 2     | 2      |         |               |
| Tim Vergauwen                          | Bélgica            | 2     | 2      |         |               |
| Rudy Plompen                           | Bélgica            | 2     | 2      |         |               |
| Aleksandr Savintsev                    | Bielorrusia        | 2     | 2      |         |               |
| Alexandre Danilenko                    | Bielorrusia        | 2     | 2      |         |               |
| Dzmitry Khmialnitski                   | Bielorrusia        | 2     | 2      |         |               |
| Samir Mekic                            | Bosnia-Herzegovina | 2     | 2      |         |               |
| Elvis Mehadzic                         | Bosnia-Herzegovina | 2     | 2      |         |               |
| Emilios Tekkis                         | Chipre             | 2     | 2      |         |               |
| Dinko Huskic                           | Croacia            | 2     | 2      |         |               |
| Jaksa Kolic                            | Croacia            | 2     | 2      |         |               |
| Milan Becka                            | Eslovaquia         | 2     | 2      |         |               |
| Danilo Gucek                           | Eslovenia          | 2     | 2      |         |               |
| Koffigan Anny                          | Francia            | 2     | 2      |         |               |
| Frédéric Duponcheel                    | Francia            | 2     | 2      |         |               |
| Amerouche Yahia                        | Francia            | 2     | 2      |         |               |
| Aleksandr Sarkisian                    | Georgia            | 2     | 2      |         |               |
| Glenn Zeelig                           | Holanda            | 2     | 2      |         |               |
| John Keur                              | Holanda            | 2     | 2      |         |               |
| Ferenc Kénoszt                         | Hungría            | 2     | 2      |         |               |
| Tamás Török                            | Hungría            | 2     | 2      |         |               |
| Andrea Rubei                           | Italia             | 2     | 2      |         |               |
| Salvatore Zaffiro                      | Italia             | 2     | 2      |         |               |
| Aurelio Bussu                          | Italia             | 2     | 2      |         |               |
| Aleksandrs Dibrivnijs                  | Letonia            | 2     | 2      |         |               |
| Zézito                                 | Portugal           | 2     | 2      |         |               |
| Martín Dlouhý                          | República Checa    | 2     | 2      |         |               |
| Patrik Mickal                          | República Checa    | 2     | 2      |         |               |
| Sergei Malyshev                        | Rusia              | 2     | 2      |         |               |
| Alexei Kisselev                        | Rusia              | 2     | 2      |         |               |
| Taras Vonyarkha                        | Ucrania            | 2     | 2      |         |               |
| Velimir Andrejic                       | Yugoslavia         | 2     | 2      |         |               |
| Josep Joan Linares Pociello            | Andorra            | 1     | 1      |         |               |
| Xavier Sola Peralba                    | Andorra            | 1     | 1      |         |               |
| Ilgar Aslanov                          | Azerbaiyán         | 1     | 1      |         |               |
| Bart Michiels                          | Bélgica            | 1     | 1      |         |               |
| Alexei Sitnikov                        | Bielorrusia        | 1     | 1      |         |               |
| Serguei Lagoutko                       | Bielorrusia        | 1     | 1      |         |               |
| Gennadi Bliznyuk                       | Bielorrusia        | 1     | 1      |         |               |
| Mevludin Lukovac                       | Bosnia-Herzegovina | 1     | 1      |         |               |
| Edin Velagic                           | Bosnia-Herzegovina | 1     | 1      |         |               |
| Panagiotis Hadjantonis                 | Chipre             | 1     | 1      |         |               |
| Nikola Tomicic                         | Croacia            | 1     | 1      |         |               |
| Tomislav Gricar                        | Croacia            | 1     | 1      |         |               |
| Goran Eklic                            | Croacia            | 1     | 1      |         |               |
| Radovan Galat                          | Eslovaquia         | 1     | 1      |         |               |
| Dusan Marcan                           | Eslovaquia         | 1     | 1      |         |               |
| Daniel Farkas                          | Eslovaquia         | 1     | 1      |         |               |
| Ján Ivan                               | Eslovaquia         | 1     | 1      |         |               |
| Dejan Kraut                            | Eslovenia          | 1     | 1      |         |               |
| Danilo Kurnik                          | Eslovenia          | 1     | 1      |         |               |
| Joze Gacnik                            | Eslovenia          | 1     | 1      |         |               |
| Kristijan Stojko                       | Eslovenia          | 1     | 1      |         |               |
| Jani Uotinen                           | Finlandia          | 1     | 1      |         |               |
| Mikko Simula                           | Finlandia          | 1     | 1      |         |               |
| Janne Laine                            | Finlandia          | 1     | 1      |         |               |
| Rachid Azhari                          | Francia            | 1     | 1      |         |               |
| Abdelnasser Yahia                      | Francia            | 1     | 1      |         |               |
| David Sologashvili                     | Georgia            | 1     | 1      |         |               |
| Givi Sopoev                            | Georgia            | 1     | 1      |         |               |
| George Totlaze                         | Georgia            | 1     | 1      |         |               |
| Iason Demoiros                         | Grecia             | 1     | 1      |         |               |
| Charalambos Koutsoupias                | Grecia             | 1     | 1      |         |               |
| Anton Biloro                           | Holanda            | 1     | 1      |         |               |
| Moestafa Talha                         | Holanda            | 1     | 1      |         |               |
| Hjalmar Hoekema                        | Holanda            | 1     | 1      |         |               |
| Zsolt Nagy                             | Hungría            | 1     | 1      |         |               |
| Haim Sirotkin                          | Israel             | 1     | 1      |         |               |
| Yosi Shalom                            | Israel             | 1     | 1      |         |               |
| Mani Levi                              | Israel             | 1     | 1      |         |               |
| Massimiliano Mannino                   | Italia             | 1     | 1      |         |               |
| Tadeu Veronesi                         | Italia             | 1     | 1      |         |               |
| Robert Zamiar                          | Polonia            | 1     | 1      |         |               |
| Andrzej Szlapa                         | Polonia            | 1     | 1      |         |               |
| Wojciech Kluska                        | Polonia            | 1     | 1      |         |               |
| Ivo Manuel Farinha Cristováo           | Portugal           | 1     | 1      |         |               |
| Luis Miguel Fraga Magalhães Mota       | Portugal           | 1     | 1      |         |               |
| Jan Horacek                            | República Checa    | 1     | 1      |         |               |
| Zbynek Mares                           | República Checa    | 1     | 1      |         |               |
| Vlastimil Bartosek                     | República Checa    | 1     | 1      |         |               |
| Dmitri Gorine                          | Rusia              | 1     | 1      |         |               |
| Vladimir Grigoriev                     | Rusia              | 1     | 1      |         |               |
| Yuriy Usakovskyy                       | Ucrania            | 1     | 1      |         |               |
| Georgiy Melnikov                       | Ucrania            | 1     | 1      |         |               |
| Serhiy Usakovskyy                      | Ucrania            | 1     | 1      |         |               |
| Zeljko Dragoljevic                     | Yugoslavia         | 1     | 1      |         |               |
| Miodrag Petrika                        | Yugoslavia         | 1     | 1      |         |               |
| Nikola Vignjevic                       | Yugoslavia         | 1     | 1      |         |               |

### Tarjetas
| Jugador                                | Selección          | Total | Expulsado | Amonestado |
| -------------------------------------- | ------------------ | ----- | --------- | ---------- |
| Radovan Galat                          | Eslovaquia         | 3     | 1         | 2          |
| Ilgar Aslanov                          | Azerbaiyán         | 2     | 1         | 1          |
| Nicos Loizides                         | Chipre             | 2     | 1         | 1          |
| Miguel Blazquez Cerdeira               | Andorra            | 2     |           | 2          |
| Kurt Gessner                           | Bélgica            | 2     |           | 2          |
| Edin Velagic                           | Bosnia-Herzegovina | 2     |           | 2          |
| Haim Sirotkin                          | Israel             | 2     |           | 2          |
| Aleksandrs Dibrivnijs                  | Letonia            | 2     |           | 2          |
| Robert Dabrowski                       | Polonia            | 2     |           | 2          |
| Krzysztof Kuchciak                     | Polonia            | 2     |           | 2          |
| Vladimir Levus                         | Bielorrusia        | 1     | 1         |            |
| Xavier De La Rosa Fernandez            | Andorra            | 1     |           | 1          |
| Joan Foix Fernandez                    | Andorra            | 1     |           | 1          |
| Nurradin Eyniev                        | Azerbaiyán         | 1     |           | 1          |
| Rauf Guseynov                          | Azerbaiyán         | 1     |           | 1          |
| Ilham Aliev                            | Azerbaiyán         | 1     |           | 1          |
| Tim Vergauwen                          | Bélgica            | 1     |           | 1          |
| Herman Beyers                          | Bélgica            | 1     |           | 1          |
| Alexei Sitnikov                        | Bielorrusia        | 1     |           | 1          |
| Mevludin Lukovac                       | Bosnia-Herzegovina | 1     |           | 1          |
| Safet Hodzic                           | Bosnia-Herzegovina | 1     |           | 1          |
| Mico Martic                            | Croacia            | 1     |           | 1          |
| Pjer Malvasija                         | Croacia            | 1     |           | 1          |
| Marinko Mavrovic                       | Croacia            | 1     |           | 1          |
| Robertino Jelovcic                     | Croacia            | 1     |           | 1          |
| Jozef Strecok                          | Eslovaquia         | 1     |           | 1          |
| Peter Andrejco                         | Eslovaquia         | 1     |           | 1          |
| Vladimir Nemeckaj                      | Eslovaquia         | 1     |           | 1          |
| Dusan Novak                            | Eslovenia          | 1     |           | 1          |
| Joze Gacnik                            | Eslovenia          | 1     |           | 1          |
| Andrej Dobovicnik                      | Eslovenia          | 1     |           | 1          |
| Zoran Tesko                            | Eslovenia          | 1     |           | 1          |
| Milivoje Simeunovic                    | Eslovenia          | 1     |           | 1          |
| Kimmo Tauriainen                       | Finlandia          | 1     |           | 1          |
| Fernando Da Cruz                       | Francia            | 1     |           | 1          |
| Abdelnasser Yahia                      | Francia            | 1     |           | 1          |
| Joël Frechet                           | Francia            | 1     |           | 1          |
| Stéphane Marie                         | Francia            | 1     |           | 1          |
| Beso Zoidze                            | Georgia            | 1     |           | 1          |
| Nick Kbiladze                          | Georgia            | 1     |           | 1          |
| Konstantinos Pappas                    | Grecia             | 1     |           | 1          |
| Alkis Vandoros                         | Grecia             | 1     |           | 1          |
| Hendrik Leatemia                       | Holanda            | 1     |           | 1          |
| Massimiliano Mannino                   | Italia             | 1     |           | 1          |
| Salvatore Zaffiro                      | Italia             | 1     |           | 1          |
| Filippo Feliziani                      | Italia             | 1     |           | 1          |
| Tadeu Veronesi                         | Italia             | 1     |           | 1          |
| Ilja Novikov                           | Letonia            | 1     |           | 1          |
| Arturs Sketovs                         | Letonia            | 1     |           | 1          |
| Tomasz Ciastko                         | Polonia            | 1     |           | 1          |
| Carlos Alberto Franca Vieira           | Portugal           | 1     |           | 1          |
| Vitor Leonel Simões Fernandes Bernardo | Portugal           | 1     |           | 1          |
| Alexei Kisselev                        | Rusia              | 1     |           | 1          |
| Georgiy Melnikov                       | Ucrania            | 1     |           | 1          |
| Taras Vonyarkha                        | Ucrania            | 1     |           | 1          |
| Serhiy Usakovskyy                      | Ucrania            | 1     |           | 1          |
| Andrija Vujovic                        | Yugoslavia         | 1     |           | 1          |
| Zoran Przulj                           | Yugoslavia         | 1     |           | 1          |
| Nikola Vignjevic                       | Yugoslavia         | 1     |           | 1          |